# Desaparición de la familia Gill
La desaparición de la familia Gill se produjo el 13 de enero del año 2002 en la provincia de Entre Ríos (Argentina). Los seis miembros de esta familia desaparecieron sin haberse encontrado rastro y su paradero sigue siendo desconocido. Este caso ha sido caracterizado como "misterioso" por gran parte de la prensa y los implicados con el mismo.
La familia vivía en la estancia "La Candelaria", donde Rubén Gill y su esposa Margarita trabajaban, desempeñándose como caseros y en diversos trabajos rurales.  La estancia, de alrededor de 500 hectáreas, se ubica en el pueblo de Crucecitas Séptima, a 50 km de Paraná, la capital provincial, y pertenece a Alfonso Goette, quien fuera patrón de Rubén y Margarita.

## Desaparición
La noche del 12 de enero de 2002 la familia se dirigió a Viale, una localidad cercana, al velatorio de un amigo llamado Máximo Vega. Esta es la última vez que fueron vistos. En abril de ese mismo año, Goette se comunica con familiares para indicarles que los Gill no han regresado de los tres meses de vacaciones que les dio en enero. Según la investigación policial, el día 13 de enero se habrían realizado llamadas desde el celular de Rubén al teléfono de una mujer domiciliada en Rosario, a la que no fue posible localizar. Este celular se mantuvo activo hasta abril del 2003, 15 meses después de la desaparición. Un vecino de apellido Villanueva, quien vive enfrente de "La Candelaria", cree haber visto a Mencho Gill andando a caballo durante el día 14 de enero.
Luisa Eva Gill (hermana de Rubén) realiza la denuncia policial en la comisaría de Viale por la desaparición de la familia. La causa fue caratulada como "averiguación de paradero" y quedó en manos del juez Jorge Sebastián Gallino, de la ciudad de Nogoyá. A mediados del año 2015 la causa pasó al juez Gustavo Acosta.

## Investigación
A mediados del 2003, el juez Gallino ordena una inspección. Ningún vecino o pariente tenía conocimiento de qué había pasado con los Gill, y que se hayan ido por su propia cuenta era improbable: no tenían vehículo propio, conseguir trabajo en esa época de crisis era difícil y Margarita, quien tenía otro empleo en la escuela del pueblo, no había cobrado su último sueldo. En el 2006 el abogado querellante de la familia Gill, Elvio Garzón, manifestó que en la desaparición de la familia habían intervenido algunos policías que prestaron también servicios en las dependencias policiales en las zonas donde desaparecieron el contador Amado Abib y del arquitecto Mario Zappegno. Esta hipótesis no fue probada ni consta en el expediente.
En el año 2008 se realiza un allanamiento en la estancia La Candelaria, donde se levantó el piso de la misma, se excavaron pozos, y se buscó rastros de sangre usando luminol. Se encontraron tres muestras de sangre humana, sin el patrón genético de los Gill, aunque los peritos dejaron en claro que por el paso del tiempo las muestras podrían estar contaminadas. Asimismo, se detectó la presencia de moscas que rondan cadáveres humanos. Se monitoreó el campo con ecosonda, con el fin de encontrar rastros de tierra removida, pero no fueron detectados. También en el 2008 se llevó a claro una "autopsia psicológica", mediante la cual un psicólogo forense llegó a la conclusión de que los Gill no tenían motivos psicológicos o religiosos que los llevaran a cortar lazos con sus seres queridos y que si bien la familia tenía poco contacto con otras familias de chacareros de la zona, Rubén era "un hombre alegre, locuaz, sociable, al que nunca se le veía triste". No obstante, varios testimonios informaron que en días previos a su desaparición, se lo había visto "callado, pensativo y muy preocupado". En noviembre del 2011 se realizó una búsqueda en un pozo lindero al campo donde vivían.
Durante la investigación del caso, se siguieron pistas por distintas provincias argentinas, así como en Paraguay y Brasil, pero sin lograr resultados. Entre las distintas hipótesis, se habló de una desaparición no forzada, un enfrentamiento con el dueño del campo y un conflicto sentimental. Ninguna de ellas condujo a resultados favorables. No aparecen en ningún registro, ni laboral, migratorio, educativo, o de seguridad social (si bien en el 2010 aparecieron inscriptos en la Asignación Universal por Hijo, luego se comprobó que era un error). Se apuntó a Goette como autor de los homicidios, ya que mantenía un juicio laboral por maltrato a Rubén Gill, y además se decía que el hijo menor de la familia era en realidad hijo del patrón de la estancia. Según el juez Acosta, Goette decía: "como los voy a matar, si el menor es hijo mío" cuando se le preguntaba por la familia.
En el año 2015, el nuevo juez, Gustavo Acosta, y el fiscal Federico Uriburu decidieron recomenzar la investigación. Según cuenta Uriburu: 

Empezamos desde la foja cero a revisar todo lo que se ha hecho, citar nuevamente a testigos para ver si el paso del tiempo pudo haberle refrescado la memoria a algunos en aspectos que en su momento no les parecieron importantes y a revisar todas las pistas desde otra perspectiva; por ahora no descartamos nada.

Se buscó darle más protagonismo a la unidad fiscal, así como involucrar a oficiales de la policía para trabajar en el caso. Se realizaron indagaciones en la localidad cordobesa de Porteña, un poblado de cinco mil habitantes donde se formó una comunidad de trabajadores rurales oriundos de Entre Ríos, pero no se encontraron pistas. Asimismo, un dron sobrevoló la zona en agosto del 2015, fotografiando el campo de La Candelaria y campos aledaños en la búsqueda de indicios de movimientos de tierras. También se intentó encontrar fotos aéreas de la zona del año 2002, para poder compararlas con las fotos tomadas con el dron.
Durante febrero del año 2018 se llevó un operativo de búsqueda en el terreno de la estancia, siguiendo la pista aportada por el contratista rural Armando Nanni, quien dijo haber visto a Rubén Gill quejándose por los pozos que le habían ordenado cavar el 14 de enero, días antes de su desaparición.
Se inspeccionó, además, un pozo de agua donde sólo se encontraron restos de huesos de animales. Asimismo, Nanni indicó la existencia de un arroyo en el terreno, que será peritado cuando se cuente con la aprobación del presupuesto por parte del Poder Judicial. Un equipo de bomberos investigó este curso de agua e indicó que se habrían realizado perforaciones en el mismo, ya que el terreno estaba removido. El hermano de Rubén, Osvaldo, y la madre de Margarita, Adelia, reclaman que se investigue el sótano del casco de la estancia, ya que alegan que Goette lo habría tapado y construido arriba. Entre el año 2019 y octubre del 2022 la justicia de Entre Ríos realizó nuevas excavaciones en la estancia, junto al Equipo Argentino de Antropología Forense a cargo de Juan Nóbile. Se realizaron excavaciones en el llamado "Campo del Abasto" en el sector norte de la estancia y cercano al camino vecinal.
El comisario retirado Juan Antonio Rossi, quien a lo largo de las últimas dos décadas estuvo involucrado en la investigación (como oficial, como comisario y como voluntario en la comisión policial conformada por el juez Acosta) indicó que Goette era calificado por gran parte de los vecinos de la zona como "un nazi" y que había tenido problemas con muchos de ellos. como situaciones violentas o deudas de dinero que no pagaba. Asimismo, indica que a los 8 días de la última vez que fueron vistos los Gill, el día 21 de enero ya había otra persona trabajando en la estancia y que de los registros telefónicos no se desprende que Goette haya intentado contactar a la familia luego de la desaparición.
El Ministerio de Seguridad de la Nación ofrece una recompensa de un millón y medio de pesos por cada integrante de la familia, a quien aporte datos que puedan destrabar el expediente número 350/02 y continuar la investigación.

### Declaraciones de Alfonso Goette
El dueño de la estancia dio a entender que la familia pudo haberse ido a Santa Fe a visitar parientes, o haber emigrado en busca de trabajo en el nordeste.
Goette declaró que la familia había dejado todas sus posesiones en la casa, incluso dinero y documentos, pero cuando familiares de Gill visitaron la estancia no pudieron ver esas pertenencias y encontraron "los colchones quemados y sangre mezclada con la tierra". Según relata Luisa Gill, Goette hizo quemar los colchones porque estaban manchados con sangre. Asimismo, cuestiona el relato del patrón de la estancia, que dice que había dado vacaciones a los Gill, ya que nunca antes les había dado más de diez o quince días.
Sumado al hecho de que Goette no notó la ausencia de los Gill hasta tres meses después y de que algunos conocidos declararon que la relación entre ellos no era buena, las sospechas cayeron sobre el dueño de la estancia. Sin embargo, no se encontraron pruebas ni elementos que pudieran comprometerlo.
Goette falleció en un accidente automovilístico el 16 de junio de 2016, a los 78 años de edad. La camioneta que manejaba despistó y volcó en la ruta 32, en las cercanías de la localidad de Seguí. Con el fallecimiento de Goette, se podría reabrir la investigación del caso. Para ello fue conformada una comisión policial.

### Declaraciones de Adelia Gallego
Adelia, madre de Margarita, nació en Crucesitas Séptima y se desempeñó en el campo como hachera junto a su familia. Iindica que hubo errores desde que se inició la investigación. Según cuenta, los rastrillajes se hicieron tarde y de forma incompleta, y que incluso hubo connivencia entre el dueño de la estancia y los policías, ya que éste los agasajó con asado para que no cumplieran su labor. Según Gallego, no se hizo el rastrillaje ni se usaron los perros para buscar pistas en ese momento. Adelia cree que Goette es el culpable de la muerte de la familia Gill y baraja dos hipótesis: que el patrón y el peón pudieron discutir por una deuda, o que su familia descubrió “algo muy grave” que molestó a Goette.

## Composición de la familia y edades al momento de la desaparición
- Rubén "Mencho" Gill (56 años)
- Margarita Norma Gallego (26 años)
- María Ofelia Gill (12 años)
- Osvaldo José Gill (9 años)
- Sofía Margarita Gill (6 años)
- Carlos Daniel Gill (2 años)